# Mystus albolineatus
Mystus albolineatus és una espècie de peix de la família dels bàgrids i de l'ordre dels siluriformes que es troba a Àsia: conques dels rius Mekong i Chao Phraya.
Els mascles poden assolir els 35 cm de longitud total.